# Мозок (мінералогія)
Мозок (рос. мозг, англ. brain, нім. Gehirn n) — частина назви деяких мінералів.
Розрізняють:
- мозок гірський або мозок кам'яний (щільний різновид каолініту, галуазиту і накриту);
- мозок кам'яний залізний (суміш оксидів заліза і манґану з розкладеним польовим шпатом);
- мозок кам'яний тальковий (те ж саме, що й тальк).